# عيد رأس السنة اليزيدية

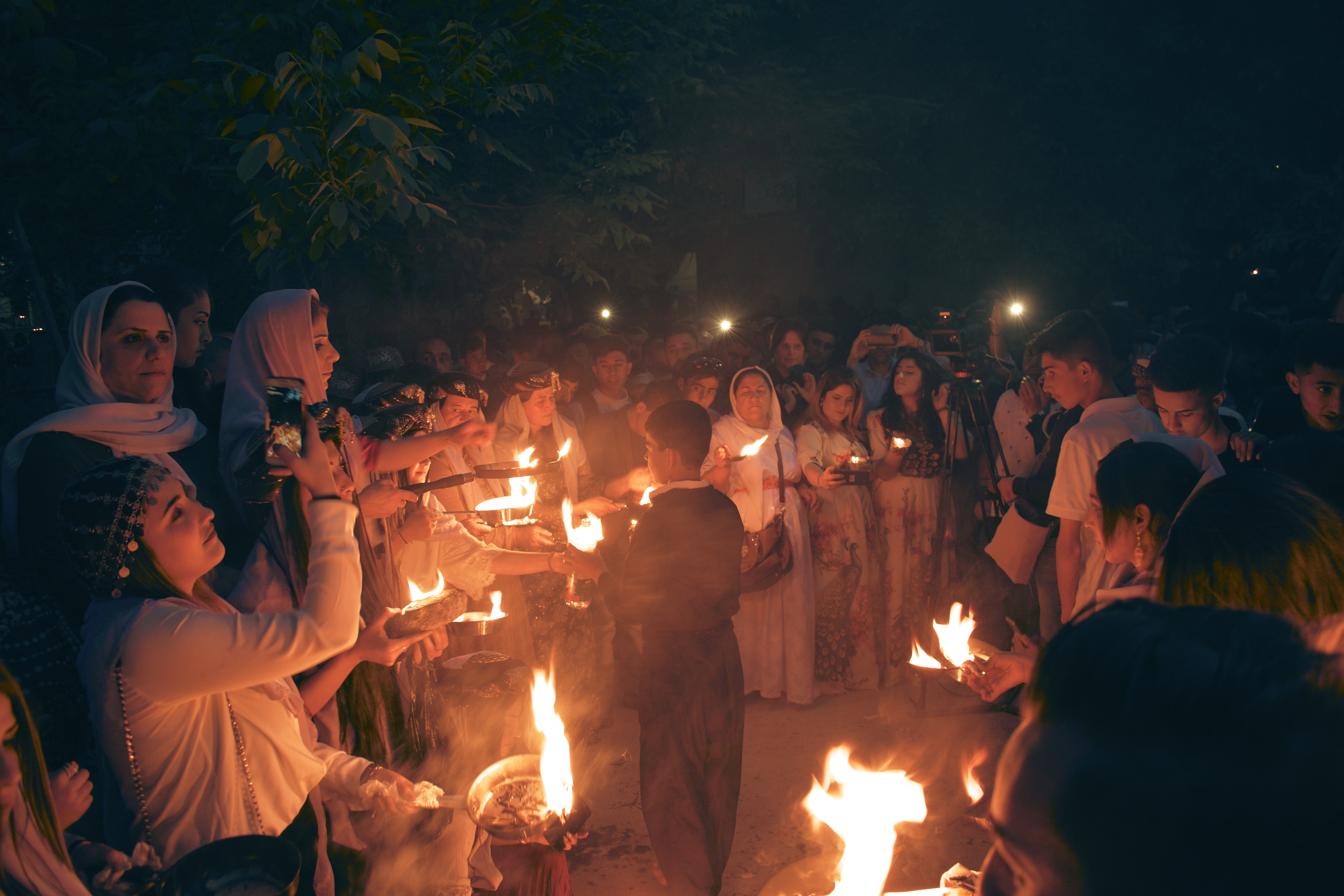
احتفال الإيزيديين بالعام الإيزيدي الجديد في أبريل 2018

عيد رأس السنة اليزيدية (بالكردية: چارشەما سەرێ سالێ‏) هو عيد رأس السنة لليزيديين. يصادف الأربعاء الأول من شهر أبريل/نيسان في كل عام حسب التقويم الشرقي، متأخرًا عن التقويم الغربي بـ 13 يومًا. يحتفل به اليزيديون في سوريا والعراق وتركيا وإيران ومناطق أخرى.

## مراسيم العيد
هناك مراسيم متعَارف عليها للاحتفال بهذا العيد على غرار تحضير عجينة خاصة تسمى «ساوك» وتوزيعها، وتعليق باقة من زهرة نيسان (شقائق النعمان) وقشور ملونة للبيض على البيوت، وزيارة المقابر وتبادل التهاني بالعيد.

## التسمية الصحيحة
يُطلق بعض الناس على رأس السنة اليزيدية اسم الأربعاء الأحمر، وهو ما يُعتبر خطأً يمزج بين اليزيدية والزرادشتية. وربما يكون هذا الخطأ ناتجًا عن دوافع سياسية تريد بعض الأحزاب استغلالها للتأثير على المجتمع اليزيدي ودفعه نحو مصالحها. والحقيقة أن الأربعاء الأحمر هو ذكرى مؤلمة لمجزرة ارتكبها  تنظيم الدولة الإسلامية (داعش) بحق اليزيديين في أغسطس 2014. الذين استغلوا احترامهم لقدسية هذا اليوم، فهو يوم لا يحملون فيه سلاحًا ولا يخوضون فيه قتالًا، بل يكرسونه لعبادة الخالق فقط.

## معنى البيض
البيضة ترمز لكروية الأرض وسلقها يرمز لتجمد الأرض، وقشرتها بعد سلقها ترمز لذوبان الجليد وألوانها الزاهية تشير إلى بداية الربيع والحياة.